# Claudio Stecchi
Claudio Michel Stecchi (Bagno a Ripoli, 23 novembre 1991) è un astista italiano, primatista italiano del salto con l'asta indoor insieme a Giuseppe Gibilisco.

## Biografia
Figlio di Gianni Stecchi, nazionale e primatista italiano nel 1987, è nato a Bagno a Ripoli il 23 novembre 1991. Il 18 ottobre 2010 si è arruolato nella Guardia di Finanza. Nell'ottobre 2023 si è fidanzato con la modella Mariacarla Boscono, che ha sposato il 5 ottobre 2024 a Villa Valguarnera a Bagheria.

### Carriera sportiva
Ha iniziato a praticare il salto con l'asta nel 2005, seguendo le orme del padre. Ha gareggiato per l'ASSI Giglio Rosso e successivamente, dal 2010, per le Fiamme Gialle. Il suo primato personale outdoor è di 5,82 m, ottenuto a Chiari l'8 settembre 2020, mentre il primato indoor è anch'esso di 5,82 m, realizzato a Liévin il 15 febbraio 2023, eguagliando il record italiano stabilito da Giuseppe Gibilisco nel 2004.
Nel 2010 ha conquistato la medaglia d'argento ai mondiali juniores di Moncton 2010, superando 5,40 m. Il 19 febbraio 2011, ad Ancona, ha portato il suo primato indoor ed assoluto a 5,50 m, migliorandolo di dieci centimetri l'anno successivo sempre ad Ancona, dove si è aggiudicato il suo primo titolo italiano assoluto. Il suo secondo titolo italiano lo ha ottenuto a Bressanone il 7 luglio 2012, con la misura di 5,60 m, suo primato personale.
A livello internazionale, ha partecipato ai Campionati europei di Helsinki nel 2012, classificandosi ottavo.
Alle Universiadi di Taipei 2017, ha vinto la medaglia di bronzo, classificandosi 3º, con la misura di 5,40 m, dietro al portoghese Diogo Ferreira e al kazako Sergey Grigoryev. La finale è stata ritardata per quasi due ore a causa della pioggia. Ha dovuto interrompere la gara a causa di crampi al polpaccio sinistro, patiti durante la rincorsa nel primo tentativo ai 5,50 m.
Ai Campionati del mondo di Doha 2019, ha passato il turno di qualificazione con la misura di 5,75 m. In finale non ha superato i 5,80 m, dopo aver raggiunto i 5,70 m, concludendo la sua partecipazione all'ottavo posto.
Ha rappresentato l'Italia ai Giochi olimpici estivi di Tokyo 2020, rinviati al 2021 a causa della pandemia di COVID-19. Nella gara di qualificazione del salto con l'asta, disputata il 31 luglio 2021, non ha superato la misura di 5,30 m, e non è riuscito a qualificarsi per la finale.
Ha preso parte ai Campionati europei a squadre di Cracovia 2023, validi anche come Giochi europei, classificandosi 5º nel salto con l’asta con la misura di 5,80 m. La sua prestazione ha contribuito al successo complessivo della squadra italiana nella competizione.
Ai mondiali di Budapest 2023 ha superato la misura di 5,75 metri al terzo tentativo nella fase di qualificazione, ottenendo così l’accesso alla finale. In finale ha valicato i 5,55 m al primo tentativo e nuovamente i 5,75 m al terzo, senza riuscire a superare i 5,85 m, chiudendo la gara al 9º posto.
Agli europei di Roma 2024, non è riuscito a superare i 5,45 m nel turno di qualificazione e ha concluso la competizione al 26º posto, non accedendo alla finale.
Ha preso parte per la seconda volta ai Giochi olimpici a Parigi 2024, dove si è classificato al 13º posto, risultando il primo degli esclusi dalla finale.
Il 16 febbraio 2025, durante una gara del World Athletics Indoor Tour a Toruń, in Polonia, ha subito la rottura del tendine d’Achille sinistro. È stato operato il 22 febbraio successivo a Forlì, dove si è sottoposto a un intervento di ricostruzione del tendine. La riabilitazione è avvenuta presso il centro di medicina dello sport del CONI a Roma.
È stato allenato da Riccardo Calcini dal 2008 al 2019 e da Giuseppe Gibilisco dal 2019 al 2024 e infine da Emanuel Margesin. Ha vinto complessivamente sei titoli italiani assoluti: quattro all'aperto (2012, 2013, 2015, 2018) e due indoor (2012, 2018).

## Progressione

### Salto con l'asta
| Stagione | Misura | Luogo      | Data      | Rank. Mond. |
| -------- | ------ | ---------- | --------- | ----------- |
| 2023     | 5,82 m | Madrid     | 22-7-2023 |             |
| 2020     | 5,82 m | Chiari     | 8-9-2020  |             |
| 2019     | 5,75 m | Doha       | 28-9-2019 |             |
| 2018     | 5,67 m | Linz       | 12-9-2018 |             |
| 2017     | 5,60 m | Liegi      | 19-7-2017 |             |
| 2015     | 5,55 m | Liegi      | 15-7-2015 |             |
| 2013     | 5,60 m | Rieti      | 5-7-2013  | 94º         |
| 2012     | 5,60 m | Bressanone | 7-7-2012  | 37º         |
| 2011     | 5,55 m | Ostrava    | 16-7-2011 | 47º         |
| 2010     | 5,40 m | Moncton    | 22-7-2010 | 89º         |
| 2009     | 5,10 m | Madrid     | 8-8-2009  |             |
| 2008     | 5,11 m | Pessac     | 25-6-2008 |             |

### Salto con l'asta indoor
| Stagione | Misura | Luogo            | Data      | Rank. Mond. |
| -------- | ------ | ---------------- | --------- | ----------- |
| 2022/23  | 5,82 m | Liévin           | 15-2-2023 |             |
| 2019/20  | 5,73 m | Bordeaux         | 18-1-2020 |             |
| 2018/19  | 5,80 m | Clermont-Ferrand | 24-2-2019 |             |
| 2017/18  | 5,55 m | Padova           | 27-1-2018 |             |
| 2016/17  | 5,40 m | Padova           | 28-1-2017 |             |
| 2014/15  | 5,40 m | Linz             | 6-2-2015  |             |
| 2011/12  | 5,60 m | Ancona           | 25-2-2012 | 21º         |
| 2010/11  | 5,50 m | Ancona           | 19-2-2011 | 36º         |
| 2009/10  | 5,31 m | Firenze          | 8-2-2010  |             |
| 2008/09  | 5,03 m | Cercy-la-Tour    | 7-2-2009  |             |
| 2007/08  | 4,85 m | Halle            | 1-3-2008  |             |

## Palmarès
| Anno | Manifestazione  | Sede     | Evento           | Risultato      | Prestazione | Note                                     |
| ---- | --------------- | -------- | ---------------- | -------------- | ----------- | ---------------------------------------- |
| 2010 | Mondiali U20    | Moncton  | Salto con l'asta | Argento        | 5,40 m      | Miglior prestazione personale            |
| 2011 | Europei indoor  | Parigi   | Salto con l'asta | 13º (q)        | 5,40 m      |                                          |
| 2011 | Europei U23     | Ostrava  | Salto con l'asta | 4º             | 5,55 m      | [ 11 ]                                   |
| 2012 | Europei         | Helsinki | Salto con l'asta | 8º             | 5,40 m      |                                          |
| 2013 | Europei U23     | Tampere  | Salto con l'asta | 7º             | 5,30 m      |                                          |
| 2013 | Mondiali        | Mosca    | Salto con l'asta | 28º (q)        | 5,40 m      |                                          |
| 2017 | Universiadi     | Taipei   | Salto con l'asta | Bronzo         | 5,40 m      |                                          |
| 2018 | Europei         | Berlino  | Salto con l'asta | 11º            | 5,50 m      |                                          |
| 2019 | Europei indoor  | Glasgow  | Salto con l'asta | 4º             | 5,65 m      |                                          |
| 2019 | Mondiali        | Doha     | Salto con l'asta | 8º             | 5,70 m      |                                          |
| 2021 | Giochi olimpici | Tokyo    | Salto con l'asta | Qualificazione | nm          |                                          |
| 2023 | Europei indoor  | Istanbul | Salto con l'asta | 6º             | 5,70 m      |                                          |
| 2023 | Giochi europei  | Chorzów  | A squadre        | Oro            | 426,5 p.    | [ 12 ]                                   |
| 2023 | Mondiali        | Budapest | Salto con l'asta | 9º             | 5,75 m      |                                          |
| 2024 | Europei         | Roma     | Salto con l'asta | 26º (q)        | 5,25 m      | Miglior prestazione personale stagionale |
| 2024 | Giochi olimpici | Parigi   | Salto con l'asta | 13º (q)        | 5,70 m      | Miglior prestazione personale stagionale |

## Campionati nazionali
- 4 volte campione nazionale assoluto di salto con l'asta (2012, 2013, 2015, 2018)
- 2 volte campione nazionale assoluto di salto con l'asta indoor (2012, 2018)

2012
- ai campionati italiani assoluti indoor, salto con l'asta - 5,60
- ai campionati italiani assoluti, salto con l'asta - 5,60 m

2013
- ai campionati italiani assoluti, salto con l'asta - 5,50 m

2015
- ai campionati italiani assoluti, salto con l'asta - 5,50 m

2018
- ai campionati italiani assoluti indoor, salto con l'asta - 5,55 m
- ai campionati italiani assoluti, salto con l'asta - 5,50 m

## Altre competizioni internazionali
2023
- Campionati europei a squadre di atletica leggera ( Chorzów)